# Urban VII.
Urban VII., lat. Urbanus PP. VII.  (Rim, 4. kolovoza 1521. – Rim, 27. rujna 1590.), rođen kao Giambattista Castagna, 228. poglavar Katoličke Crkve, papa od 15. do 27. rujna 1590. godine. 

## Raniji život
Giambattista Castagna rodio se u Rimu, 4. kolovoza 1521. Njegov otac Cosimo bio je genovski plemić, a majka Costanza, rođena Ricci Giacobrazzi, bila je Rimljanka i sestra kardinala Giacobrazzija. Studirao je građansko i kanonsko pravo na sveučilištima u Perugiji i Padovi, te diplomirao i doktorirao iz crkvenog i građanskog prava u Bologni. Ubrzo nakon što je postao revizor svog ujaka, kardinala Girolama Veralla, prati ga u apostolskoj delegaciju u Francuskoj. Po povratku u Italiju, papa Julije III. (1550. – 1555.) imenuje ga za referendara Vrhovnog suda Apostolske signature, a 1. ožujka 1553. godine i nadbiskupom Rossana. Za svećenika je zaređen 30. ožujka, a za biskupa ga je posvetio kardinal Verallo, 4. travnja 1553. godine. Julije III. poslao ga je za guvernera u Fanu 1555. godine, a za vrijeme pontifikata pape Pavla IV. (1555. – 1559.) kratko je vrijeme bio guverner Perugie i Umbrije. Zadovoljavajuće je riješio dugogodišnji granični spor između stanovnika Ternija i Spoleta. Od 1562. do 1563. godine sudjelovao je na Tridentskom koncilu, gdje je predsjedao različitim kongregacijama i pokazao veliku razboritost i učenost. Od 1565. godine boravi u Španjolskoj kao papinski nuncij na dvoru kralja Filipa II. (1556. – 1598.). Po povratku u Italiju, u siječnju 1573. godine dobrovoljno je dao ostavku na nadbiskupsku stolicu u Rossanu. Papa Grgur XIII. (1572. – 1585.) poslao ga je kao nuncija u Veneciju, odakle je 1577. premješten za guvernera u Bolognu. U Kölnu je predstavljao Papu na mirovnoj konferenciji između Filipa II.  i Ujedinjenih provincija. Po povratku u Rim imenovan je savjetnikom Svetog Uficija (danas Kongregacija za nauk vjere). Dana 12. prosinca 1583., Grgur XIII. imenuje ga kardinalnim s naslovnom crkvom S. Marcella, a 8. listopada 1584. imenovao ga je legatom u Bologni. Tijekom pontifikata pape Siksta V. (1585. – 1590.) bio je vrlo utjecajan, te je 19. studenog 1586. postao je generalnim inkvizitorom Svetog Stolice. Kao kardinal pokazao je svoj dobar karakter, zauzimajući se za dobrotvorne pothvate. Od bogatih obitelji u Rimu je tražio pomoć za siromašne.

## Izbor za papu
Nakon smrti pape Siksta V. 27. kolovoza 1590. godine, okupila su se 54 od 67 kardinala. Bile su to za ono vrijeme vrlo kratke konklave. U samo osam dana od 7. do 15. rujna kardinali su se dogovorili oko imena kardinala Castagne, što je mogao zahvaliti i velikoj potpori Španjolske. Vijest o njegovom izboru izazvala je sveopću radost. Novi papa bio je cijenjen zbog svoje pobožnosti i učenosti, te je još kao nadbiskup i kardinal na mnoge ostavio dobar dojam zbog svoje brige za potrebite. Odabrao je ime Urban kako bi mu ovo ime, koje na latinskom jeziku ima više značenja (ljubazan, napredan, profinjen…), bilo neprekidni podsjetnik da pokaže dobrotu prema svim svojim podanicima. 

## Pontifikat
Jedno od njegovih prvih poteza bilo je da se napravi popis svih siromašnih u Rimu kako bi mogao ublažiti njihove potrebe. Također je pomogao onim kardinalima čiji su prihodi bili skromni, i naredio rimskim pekarima da naprave veće pogače i jeftinije ih prodaju, nadoknađujući njihove gubitke iz vlastitih sredstava. U želji da smanji luksuz bogatih, zabranio je svojim komornicima da nose svilenu odjeću. Kako bi zaposlio siromašne, naredio je dovršetak javnih radova koje je započeo njegov prethodnik. Oštro se suprotstavljajući nepotizmu, izrazio je svoju namjeru da nikada ne imenuje nikoga od svoje rodbine u ured u kuriji i zabranio im je korištenje naslova "Ekselencija", koji se dodjeljivao najbližoj papinoj rodbini. Jedna od odluka njegove kratke vladavine je i naredba o zabrani pušenja u crkvama, što predstavlja prvu svjetsku zabranu duhanskih proizvoda. Nekoliko dana nakon izbora ozbiljno se razbolio. Vjernici su se ujedinili u molitvama za njegovo ozdravljenje. Provedene su javne procesije, izlaganja Presvetog Sakramenta i drugi pobožni obredi. Papa je izrazio želju za odlaskom u Kvirinal, gdje je zrak bio bolji za zdravlje, ali tome su se mnogi usprotivili, navodeći da nije običaj vidjeti papu u gradu prije njegova krunidbe. Papa Urban VII. umro je od malarije 27. rujna 1590. godine, samo 13 dana nakon svoga izbora i prije nego što je okrunjen za papu. Pokopan je u vatikanskoj bazilici. Njegovi posmrtni ostaci preneseni su 22. rujna 1606. godine u baziliku Svete Marije iznad Minerva, gdje je u njegovu čast podignut veličanstveni spomenik. Svoju imovinu u vrijednosti od 30.000 škuda, oporučno je ostavio zakladi za korištenje miraza siromašnih djevojaka.